# Vleminckx
Vleminckx ist ein Familienname, der zur Gruppe der Herkunftsnamen zählt. Er ist von dem niederländischen Wort Vlamingen abgeleitet, welches flämisch oder aus Flandern bedeutet. Zu weiteren Varianten des Namens siehe Vlaminck, De Vlaeminck, Vlamynck oder Vlamingh.

## Namensträger
- Björn Vleminckx (* 1985), belgischer Fußballspieler
- Jean-François Vleminckx (1800–1876), belgischer Mediziner
- Kobe Vleminckx (* 1998), belgischer Sprinter